# Ononis reclinata
Ononis reclinata — вид рослин родини бобові (Fabaceae).

## Опис
Однорічна трав'яниста рослина, до 25 см, прямостояча або сланка. Гіллясті стебла при основі мають волоски. Трійчасте листя; листочки 3–20 × 1–12 мм, лінійно-клиноподібні, довгасті, оберненояйцеподібні. Віночок 3–10 мм, рожевий. Плоди 4–10 мм, з короткими волосками, з 9–16 насінням. Насіння 0,8–1,5 мм, ниркоподібне, горбисте, коричневого кольору.

## Поширення
Поширення: Африка: Алжир; Єгипет; Лівія; Марокко; Туніс; Ефіопія; Судан. Азія: Бахрейн; Катар; Саудівська Аравія; Об'єднані Арабські Емірати; Кіпр; Іран; Ірак; Ізраїль; Ліван; Сирія; Туреччина. Європа: Велика Британія; Албанія; Болгарія; Колишня Югославія; Греція [вкл. Крит]; Італія [вкл. Сардинія, Сицилія]; Франція [вкл. Корсика]; Португалія; Гібралтар; Іспанія [вкл. Балеарські острови, Канарські острови]. 
Населяє лучно-лісові асоціації, дюни і скелясті кручі; 0–1000 метрів.